# Església catòlica a Polònia
.

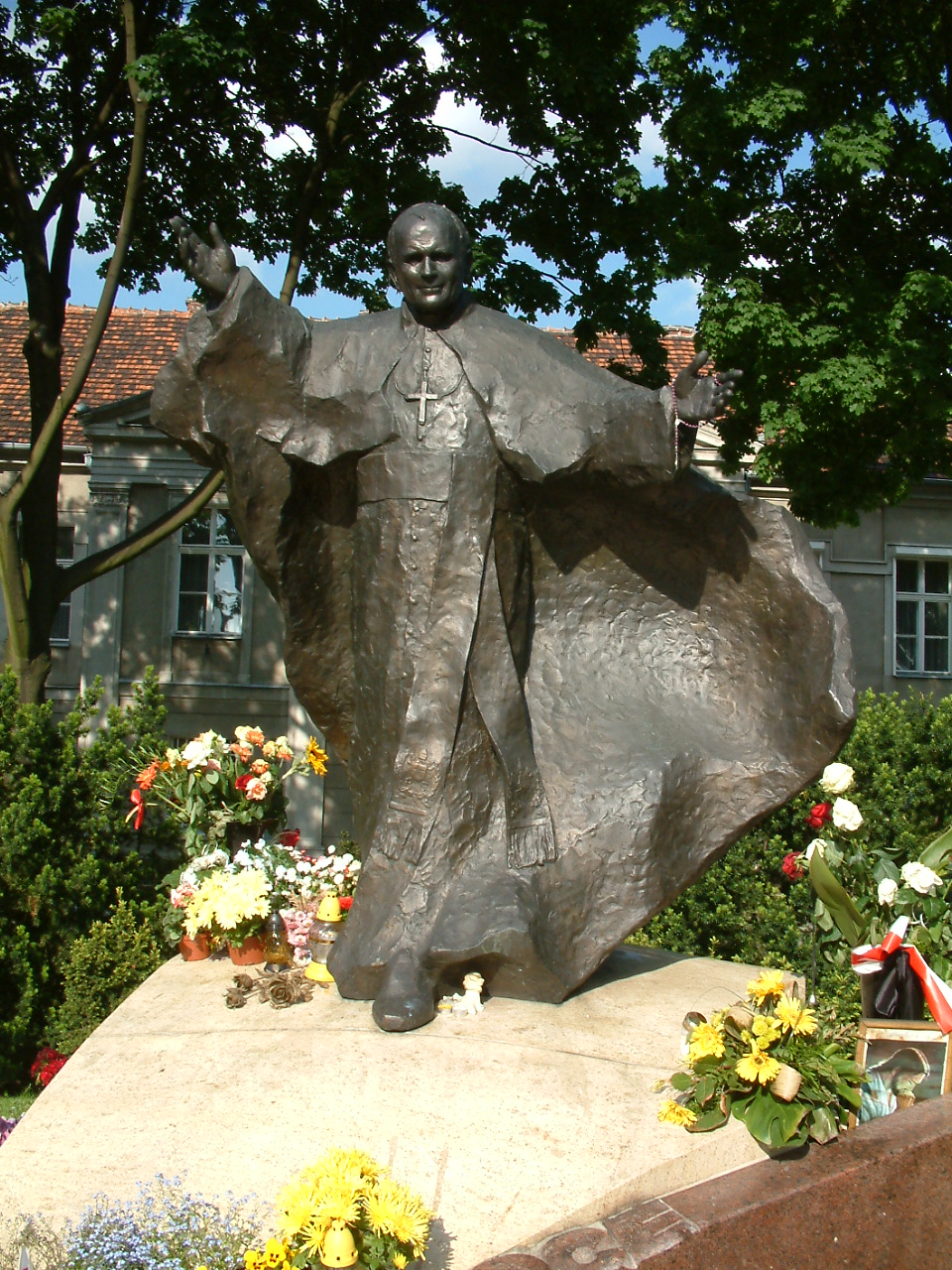
Monument a Poznań dedicat a Karol Wojtyla, el polonès que regnà com a Papa Joan Pau II entre 1978 a 2005.

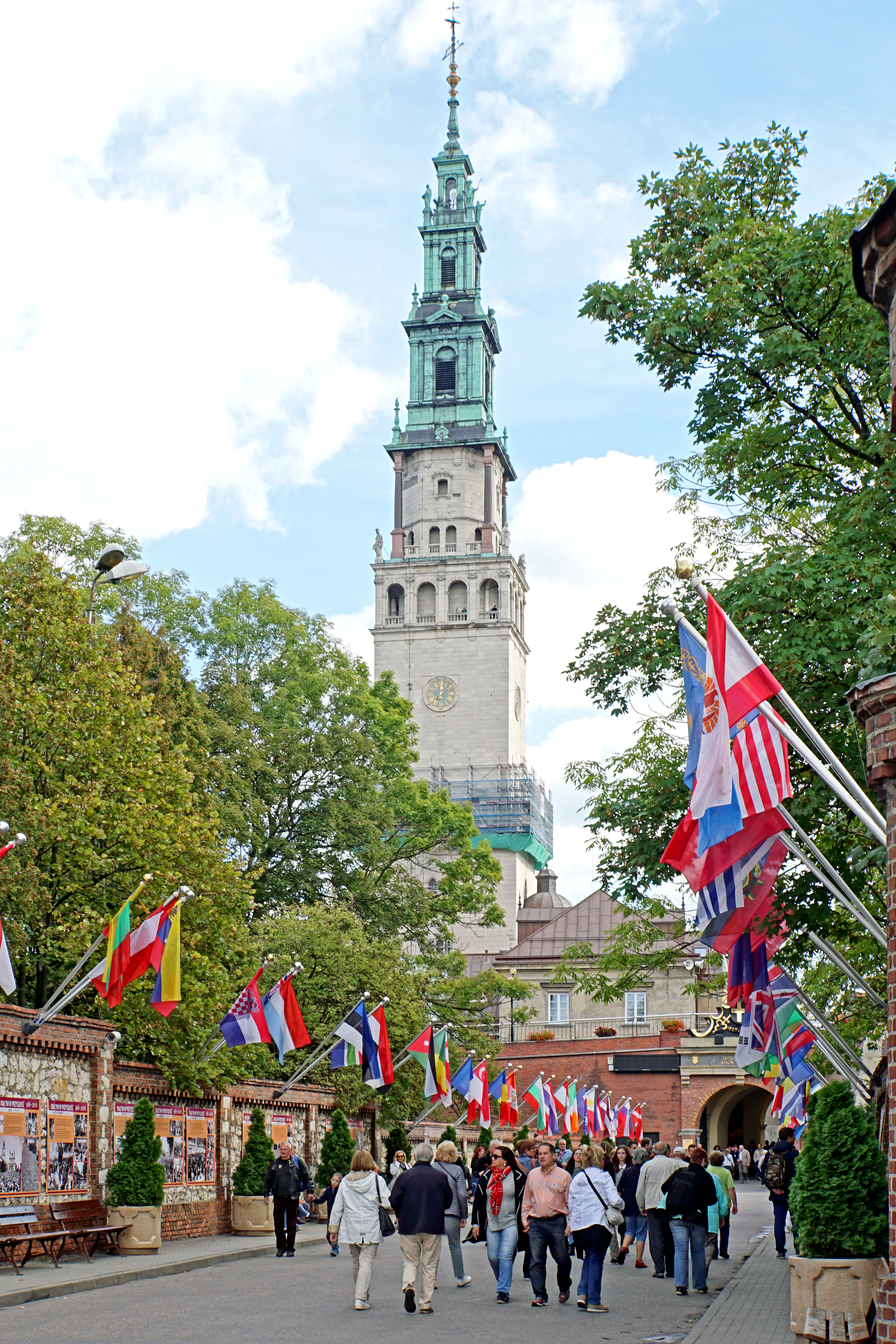
La basílica de Jasna Góra a Częstochowa, la meta de pelegrinatge més important de Polònia

L'Església catòlica a Polònia és part de l'Església Catòlica Romana, sota la direcció espiritual del Papa a Roma. Està present a Polònia des de l'any 966, I sempre ha estat al centre de la vida religiosa, cultural i política del país. Hi ha aproximadament 33 milions de catòlics a Polònia, d'acord amb el Pew Research Center, un 92,2% de la població del país és catòlica. El país està dividit en 42 diòcesis, incloent 14 arxidiòcesis i un ordinariat militar. El Primat és Wojciech Polak, arquebisbe de Gniezno.

## Història
D'ençà que Polònia va adoptar oficialment el cristianisme llatí en 966, l'Església Catòlica ha tingut un paper religiós, cultural i polític important al país. En identificar-se com a catòlica, la cultura i la nacionalitat polonesa es distingeixen de la veïna Alemanya, especialment a l'est i el nord d'Alemanya, que és majoritàriament luterana, i els països de l'est, que són ortodoxos. Durant els temps de l'opressió estrangera l'Església Catòlica era un guàrdia cultural en la lluita per la independència i la supervivència nacional. Per exemple, l'abadia de Polònia a Częstochowa, que va resistir amb èxit un setge a la invasió sueca de Polònia al segle xvii, va esdevenir un símbol de la resistència nacional a l'ocupació. L'establiment d'un règim comunista controlat per la Unió Soviètica després de la Segona Guerra Mundial va permetre a l'església per seguir complint aquest paper, tot i que les denúncies recents suggereixen hi va haver certa col·laboració entre clergat polonès i el règim.
L'elecció de 1978 del cardenal polonès Karol Wojtyła com a Papa va enfortir els llaços d'identificació. Les visites de Joan Pau II a Polònia va esdevenir punts de trobada pels fidels i galvanitzaren l'oposició al règim soviètic. La seva beatificació el 2011 i canonització tres anys després van inculcar major orgull i alegria al poble polonès. En 2013, el Papa Francesc, el successor de Joan Pau II que va ser nomenat cardenal pel Papa polonès, va anunciar que el Dia Mundial de la Joventut, la reunió religiosa dels joves més gran del món, se celebrarà a Cracòvia, Polònia el 2016.
En 2013 una successió d'escàndols d'abusos sexuals de nens dins de l'Església, i l'escassa resposta de l'església, va esdevenir una qüestió de preocupació pública generalitzada. Les demandes de l'església resistit a pagar una indemnització a les víctimes.

## Nombre de catòlics a Polònia
A partir de 2005 la majoria dels polonesos, aproximadament el 88%, es van identificar com a catòlics romans, i el 58% va dir que eren catòlics practicants actius, segons una enquesta duta a terme pel Centre d'Investigació de l'Opinió Pública. D'acord amb el Ministeri d'Afers Exteriors de la República de Polònia, el 95% dels polonesos pertanyen a l'Església Catòlica Romana; no obstant això, aquesta enquesta basa el nombre d'adeptes en el nombre de nens batejats, d'acord amb el que disposa l'Església Catòlica. La CIA Factbook dona un número de 87,2% que pertany a l'Església Catòlica Romana en 2012.
A tot Europa les taxes d'observança religiosa ha disminuït de manera constant. Polònia també ha seguit aquesta tendència. Segueix sent un dels països més devotament religiosos d'Europa. El catòlics polonesos participen en els sagraments amb més freqüència que els seus homòlegs en la majoria dels països de l'Europa Occidental i Amèrica del Nord. Un estudi realitzat el 2009 per l'Església mateixa va revelar que el 80% dels polonesos van a confessar-se almenys un cop l'any, mentre que el 60% dels enquestats diuen que ho fan amb més freqüència que un cop l'any. Per contra, un estudi de 2005 de la Universitat de Georgetown del Centre de Recerca Aplicada en l'Apostolat va revelar que només el 14% de catòlics nord-americans van participar en el sagrament de la penitència un cop l'any, amb només un 2% de fer-ho amb més freqüència. Tarnów és la ciutat més religiosa a Polònia, i Łódź és la que menys. Les regions del sud i de l'est de Polònia són més actives en les seves pràctiques religioses que les de l'Oest i el Nord. La majoria dels polonesos segueixen declarant-se catòlics. Això està en marcat contrast amb la veïna República Txeca, que és una de les àrees amb menys practicants religiosos a la Terra, amb només el 19% es declara "que creuen que hi ha un Déu" de qualsevol manera.
Una enquesta duta a terme per l'església el 2014 va trobar que el nombre de catòlics polonesos que assisteixen a la missa del diumenge havia caigut en dos milions en l'última dècada, amb el 39% dels batejats catòlics regularment assistint a l'església en 2014. Al mateix temps, però, això en part es deu al fet que des de l'any 2004 2,1 milions de polonesos han emigrat a Europa Occidental. En un escrit al setmanari catòlic Tygodnik Powszechny, el sociòleg de l'Església Rev. Prof. Janusz Marianski assenyalà que aquests dos milions d'emigrants polonesos encara s'enumeren en els seus registres parroquials com a membres, de manera que quan es mesura l'assistència a missa aquests emigrats baixen els registres oficials. La proporció d'assistents a l'església que reben la comunió està augmentant, mentre que el nombre de sacerdots polonesos catòlics continua augmentant a mesura que les ordenacions les superen morts a Polònia, encara que el nombre de monges està disminuint. L'enquesta va trobar que l'assistència regular la missa del diumenge varia segons la diòcesi, la més alta és la diòcesi de Tarnów (69%) i la més baixa és l'arxidiòcesi de Szczecin-Kamień (24,3%), i l'assistència a la comunió és del 23,7% a la diòcesi de Tarnów i del 10,4% a la diòcesi de Koszalin-Kolobrzeg.

### Pràctica religiosa
El Centre d'Investigació de l'Opinió Pública duu a terme periòdicament enquestes sobre la pràctica religiosa a Polònia. Un document de 2012 va informar que durant més d'un quart de segle l'assistència a l'església i les declaracions de la fe religiosa s'havia mantingut estable, disminuint només mínimament des de 2005, quan el dolor relacionat amb la mort del Papa Joan Pau II va comportar a un augment de la pràctica religiosa entre els polonesos. En un estudi de 2012, el 54% dels polonesos van declarar que assisteixen a serveis religiosos almenys una vegada a la setmana, 18% ho fa una vegada o dues vegades al mes, el 20% ho fa diverses vegades a l'any, i només el 8% no ho fa mai o gairebé mai. Mentrestant, el 94% dels polonesos es consideren a si mateixos com a creients religiosos (9% dels quals es consideren com a "profundament religiós"), mentre que només el 6% dels polonesos afirmen que no són creients.
La Pasqua segueix sent una festa important per als catòlics polonesos. Segons un estudi de 2012 pel CBOS (Centre per a la Investigació de l'Opinió Pública), el 74% dels polonesos fq un esforç per participar en el sagrament de la penitència abans de la Pasqua, el 59% fa un esforç per assistir a les Estacions de la Creu o al Gorzkie zale (un augment del 6% des de 2003), el 57% vol millorar-se a si mateixos (un augment del 7%), el 49% vol ajudar els necessitats (un increment del 8%), i el 46% vol pregar més (un descens de 5%).
Una enquesta d'opinió de la CBOS feta l'abril de 2014 va trobar el següent:
| A les observances de Quaresma i Pasqua, vostè...? (Enquesta del 2014 de la CBOS) | SÍ  | NO  |
| -------------------------------------------------------------------------------- | --- | --- |
| Dejunà el Divendres Sant                                                         | 83% | 17% |
| Va confessar-se                                                                  | 70% | 30% |
| Es va imposer les cendres al cap el Dimecres de Cendra                           | 64% | 36% |
| Va participar en les celebracions del Tridium Pasqual                            | 56% | 44% |
| Va participar en un retir Pasqual                                                | 53% | 47% |
| Va participar en un Via Crucis                                                   | 52% | 48% |
| Va participar en la Resurrecció (Vetlla Pasqual o del Diumenge de Pasqua)        | 48% | 52% |
| Tracta de limitar l'entreteniment durant la Quaresma?                            | 53% | 44% |
| Durant la Quaresma, vostè reflexiona sobre la seva vida més sovint?              | 38% | 60% |

## Diòcesis

Mapa de les diòcesis poloneses

- Arquebisbat de Białystok, Bialostocensis (1)
  - Bisbat de Drohiczyn, Drohiczinensis (2)
  - Bisbat de Łomża, Lomzensis (3)
- Arquebisbat de Cracòvia, Cracoviensis (4)
  - Bisbat de Bielsko–Żywiec, Bielscensis-Zyviecensis (5)
  - Bisbat de Kielce, Kielcensis (6)
  - Bisbat de Tarnów, Tarnoviensis (7)
- Arquebisbat de Częstochowa, Czestochoviensis (8)
  - Bisbat de Radom, Radomensis (9)
  - Bisbat de Sosnowiec, Sosnoviensis (10)
- Arquebisbat de Gdańsk, Gedanensis (11)
  - Bisbat de Pelplin, Pelplinensis (12)
  - Bisbat de Toruń, Thoruniensis (13)
- Arquebisbat de Gniezno, Gnesnensis (14)
  - Bisbat de Bydgoszcz, Bydgostiensis (15)
  - Bisbat de Włocławek, Vladislaviensis (16)
- Arquebisbat de Katowice, Katovicensis (17)
  - Bisbat de Gliwice, Glivicensis (18)
  - Bisbat d'Opole, Opoliensis (19)
- Arquebisbat de Łódź, Lodziensis (20)
  - Bisbat de Łowicz, Lovicensis (21)
- Arquebisbat de Lublin, Lublinensis (22)
  - Bisbat de Sandomierz, Sandomiriensis (23)
  - Bisbat de Siedlce, Siedlecensis (24)
- Arquebisbat de Poznań, Posnaniensis (25)
  - Bisbat de Kalisz, Calissiensis (26)
- Arquebisbat de Przemyśl, Premisliensis (27)
  - Bisbat de Rzeszów, Rzeszoviensis (28)
  - Bisbat de Zamość-Lubaczów, Zamosciensis-Lubaczoviensis (29)
- Arquebisbat de Szczecin-Kamień, Sedinensis-Caminensis (30)
  - Bisbat de Koszalin-Kołobrzeg, Coslinensis-Colubreganus (31)
  - Bisbat de Zielona Góra-Gorzów Wielkopolski, Viridimontanensis-Gorzoviensis (32)
- Arquebisbat de Vàrmia (Olsztyn), Varmiensis (33)
  - Bisbat d'Elbląg, Elbingensis (34)
  - Bisbat d'Ełk, Liccanensis (35)
- Arquebisbat de Varsòvia, Varsaviensis (36)
  - Bisbat de Płock, Plocensis (37)
  - Bisbat de Varsòvia-Praga, Varsaviensis-Pragensis (38)
- Arquebisbat de Wrocław, Vratislaviensis (39)
  - Bisbat de Legnica, Legnicensis (40)
  - Bisbat de Świdnica, Suidniciensis (41)